# Vibebukta
Vibebukta is een baai aan de zuidzijde van het eiland Nordaustlandet, dat deel uitmaakt van de Noorse eilandengroep Spitsbergen.
Het fjord is vernoemd naar hydrograaf Andreas Vibe (1801-1860).

## Geografie
Ten noordwesten van de baai ligt het Gustav Adolfland en ten noordoosten ligt de gletsjer Bråsvellbreen.
Ten zuidwesten van de baai begint Straat Hinlopen.